# Josep Tomàs Torres
Josep Tomàs Torres   (Barcelona, 11 de juny de 1968) és un periodista, presentador i director de televisió català.

## Trajectòria
Tomàs va començar a treballar en diversos programes de TV3 i després va passar a canals d'àmbit estatal com Antena 3 i Telecinco. És conegut per la seva col·laboració en programes sobre sexe com ¿Me lo dices o me lo cuentas? (2002-2004) a Telemadrid, Dos rombos (2004-2005) a La 1 i Todos ahhh 100 —del qual va assumir també la direcció durant la tercera temporada del programa— (2006-2008) a La Sexta, tots produïts pel Terrat. Fruit de la seva experiència, va publicar El pene: El mejor amigo del hombre, un assaig humorístic sobre tabús sexuals.
Després de la seva sortida d'El Terrat va entrar a la productora La Fàbrica de la Tele, encarregant-se de l'arrencada de Sálvame deluxe a Telecinco com a subdirector durant el primer any del programa. El novembre de 2010 va deixar La Fàbrica de la Tele per a treballar a Antena 3, però va abandonar el canal el gener de 2011 després que Telecinco li encarregués la direcció  de les gales de Superviventes amb Jorge Javier Vázquez com a presentador. Aquella edició de Supervivientes va assolir un 27,8% de quota de pantalla, obtenint una audiència de 4.473.000 espectadors i un 38,8% de share a la gala final. Després, va dirigir Acorralados a Telecinco, amb Jorge Javier Vázquez i Raquel Sánchez Silva.
De 2012 i fins a finals de 2014 va dirigir el programa Hay una cosa que te quiero decir amb Jorge Javier Vázquez a Telecinco. El 2014 es va tornar a posar al capdavant de la direcció de les gales de Superviventes després de gairebé tres anys fora d'antena a causa de la crisi publicitària. El programa va tornar amb unes dades d'audiència inferiors a l'edició de 2011, però va recuperar l'acceptació en les sis edicions següents. El 2016, la producció de Supervivientes va passar a Bulldog TV, però Tomàs es va mantenir amb Angelo Ferrari en la direcció consecutivament fins al 2024. Paral·lelament, del 2017 al 2019, va ser director del programa Volverte a ver a Telecinco i el 2020 va assumir la direcció de les dues primeres edicions de La casa fuerte a Telecinco.